# Ván bài lật ngửa: Cao áp và nước lũ
Ván bài lật ngửa: Cao áp và nước lũ (tiếng Anh: Cards on the Table: The High Pressure and the Freshet) là tập thứ bảy trong loạt series Ván bài lật ngửa; phim dựa theo tiểu thuyết Giữa biển giáo rừng gươm của nhà văn Trần Bạch Đằng. Phim được chiếu ra mắt vào 1987.

## Nội dung
Công điện số 5159 cấm treo cờ tôn giáo, gây phẫn nộ dịp Phật đản. Tại Huế Phật giáo tổ chức biểu tình trước Đài phát thanh Huế, chính quyền dùng vòi rồng giải tán đám đông. Trong khuôn viên đài phát thanh xảy ra hai vụ nổ làm tình hình xấu đi bất ngờ. Các xe bọc thép và binh lính nổ súng. Vụ việc bị quốc tế lên án càng làm khó khăn cho chính phủ Diệm.
Luân được Ngô Đình Nhu cử ra Huế gặp lãnh đạo Phật giáo Thích Trí Quang, cùng lúc Đại Việt Quốc dân đảng nhờ Luân hỗ trợ giúp giải thoát một nhà sư đang bị giam lỏng có cuốn băng ghi âm lời kêu gọi của Tổng hội Phật giáo Việt Nam vào Sài Gòn trở thành biện pháp gây áp lực với chính phủ nhà Ngô. Luân đã hỗ trợ trót lọt.
Tình hình căng thẳng với Phật giáo có thể bị quốc tế lên án, gia đình nhà Ngô cử Luân qua Campuchia (một quốc gia xem Phật giáo là quốc giáo) gặp Quốc vương Norodom Sihanouk để tìm sự ủng hộ về vấn đề Phật giáo. Lý Kai âm mưu ám sát Luân để đổ tội cho Campuchia nhưng phi vụ thất bại và Lý Kai bị tiêu diệt.
Tình hình Sài Gòn hết sức nóng bỏng, âm mưu đảo chính đã được Mỹ cùng một số tướng lãnh Việt Nam Cộng Hòa lên kế hoạch thực hiện. Trần Lệ Xuân đi một chuyến ngoại giao đến các nước phương Tây nhằm mục đích vạch tội chính phủ Mỹ và giải trình về chính sách nội bộ của Ngô Đình Diệm với công chúng quốc tế.

## Diễn viên
- Nguyễn Chánh Tín - Robert Nguyễn Thành Luân
- Thanh Lan - Thùy Dung
- Lâm Bình Chi - Ngô Đình Nhu
- Thu Hồng - Trần Lệ Xuân
- Đỗ Văn Nghiêm - Giám mục Ngô Đình Thục
- Phan Hiền Khánh - Bảy Cầu Muối
- Jan vô danh - Kiên (gã đầu bạc)
- Chế Tâm – James Casey